# Triaspis
Triaspis là một chi thực vật có hoa trong họ Malpighiaceae.

## Loài
Chi Triaspis gồm các loài: